# 張天維
張天維，原名張應夢，號鵬海，福建漳浦县籍雲霄縣莆美人，明朝政治人物。

## 生平
天啓元年（1621年）辛酉科福建鄉試第四十八名舉人，崇禎十年（1637年）丁丑科進士，通政司觀政，本年授山西澤州知州，十二年調沧州知州，十四年解任，弘光元年（1645年）補升户部浙江司员外郎，本年升江西赣州府知府。

## 家族
曾祖张轼，庠生；祖张问明，孝丰知县；父张斐，舒城知县。